# 제임스 비요르켄

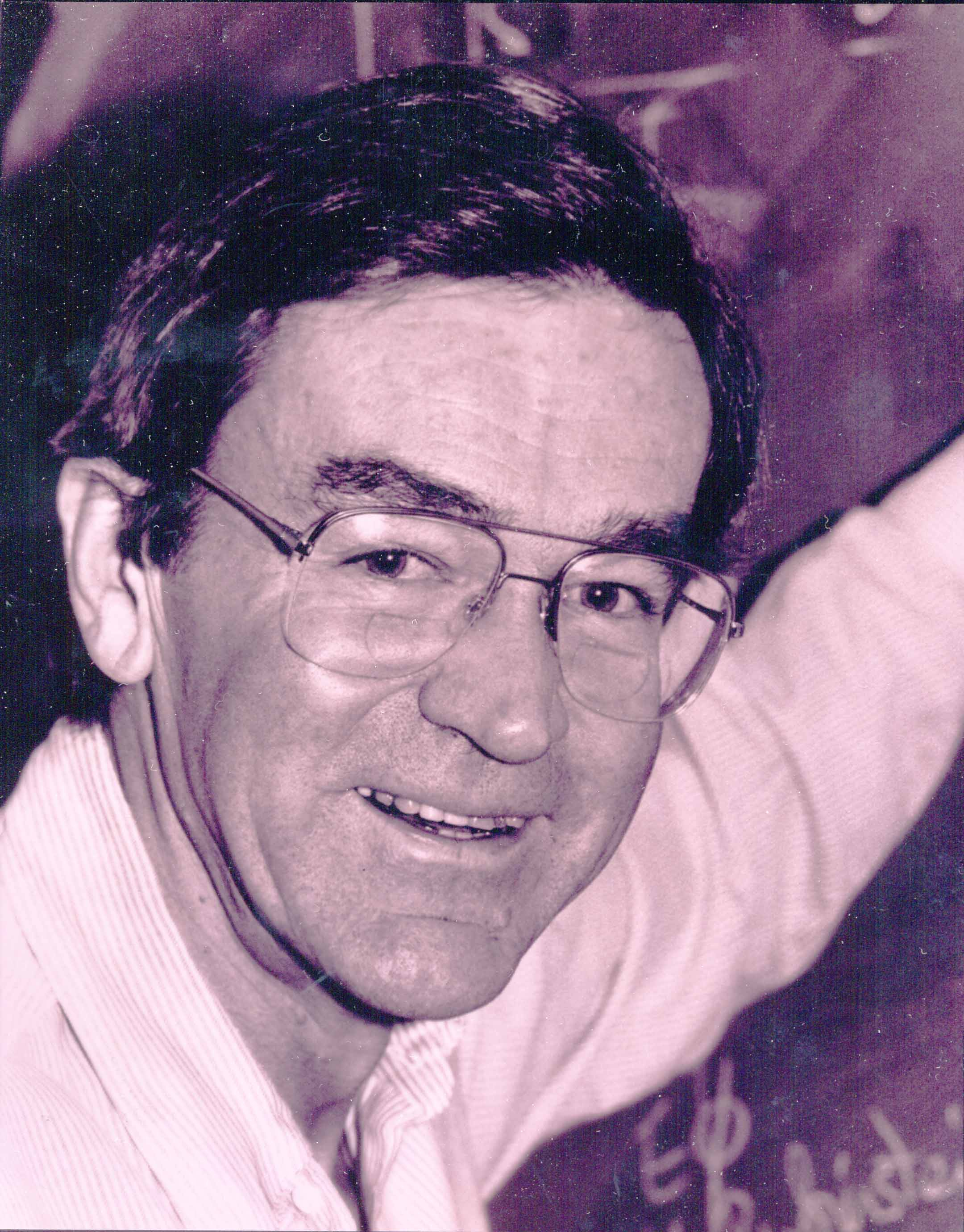

제임스 비요르켄(James Bjorken, 본명: 제임스 다니엘 "BJ" 비요르켄, James Daniel "BJ" Bjorken, 1934년 6월 22일 ~ 2024년 8월 6일)은 미국의 이론물리학자이다. 1954년 퍼트넘 펠로였으며 1956년 MIT에서 물리학 학사학위를 취득하고 1959년 스탠퍼드 대학교에서 박사학위를 취득했다. 비요르켄은 1962년 가을 고등연구소의 객원 연구원이자 명예 교수였다. 스탠포드 선형 가속기 센터의 SLAC 이론 그룹에 속해 있었고 페르미 국립 가속기 연구소의 이론 부서의 회원이었다(1979-1989).
Bjorken은 2004년에 ICTP의 디랙 메달을 수상했다.  2015년에는 울프 물리학상과 EPS 고에너지 및 입자 물리학상을 수상했다.